# 满浦青年站
满浦青年站（韓語：만포청년역）是朝鮮民主主義人民共和國慈江道满浦市的一個鐵路車站，属于满浦线、北部内陆线和运河线，本站位于中朝边境，每日定期有国际列车经过本站。

## 历史
- 1939年2月1日，开通使用[1]。

## 邻近车站
满浦线
乾下站 - 满浦青年站
北部内陆线
满浦青年站 - 車家坪站
运河线
满浦青年站 - 九五站